# Бэнтон, Хью
Хью Роберт Бэнтон (англ. Hugh Robert Banton, род. 1949) — британский органист и строитель органов, участник группы Van der Graaf Generator.

## Карьера
Бэнтон изучал технику игры на клавишных в Уэйкфилдском соборе во время обучения в частной школе Silcoates School в Йоркшире. Позже практиковался как телеинженер в BBC. В мае 1968 года стал участником Van der Graaf Generator. В живых выступлениях играл на органе Хаммонда и фарфиза-органе. В студии играл также на фортепиано и бас-гитаре.
В 1975 году приступил к строительству заказного органа, основанного на модели Хаммонда, но приближенного по звучанию к духовому. Это достигалось за счёт установки осцилляторов: нижние ноты достигали 16 Гц, воспроизведение осуществлялось через двадцатичетырёхдюймовые сабвуферы.
Бэнтон покинул группу в конце 1976 года. Работал над проектированием, строительством и установкой электроорганов в компании Makin Organs. В 1992 году открыл The Organ Workshop (с англ. — «органный цех»).
В 2005 году воссоединился с бывшими участниками Van der Graaf Generator Питером Хэммиллом и Гаем Эвансом.

## Дискография

### Сольная
- J.S. Bach - The Goldberg Variations (organ) (2003)
- Gustav Holst - The Planets (organ) (2009)
- J.S. Bach - HB plays JSB on HB3 (HB3 organ system) (2019)

### Вместе сVan der Graaf Generator
- The Aerosol Grey Machine (1969)
- The Least We Can Do is Wave to Each Other (1970)
- H to He, Who Am the Only One (1970)
- Pawn Hearts (1971)
- Godbluff (1975)
- Still Life (1976)
- World Record (1976)
- Time Vaults (1982)
- Maida Vale (1994)
- An Introduction: From The Least to The Quiet Zone (2000)
- The Box (2000)
- Present (2005)
- Real Time (2007)
- Trisector (2008)
- A Grounding in Numbers (2011)

### Прочие релизы
- Fool's Mate (Питер Хэммилл) (1971)
- Chameleon in the Shadow of the Night (Хэммилл) (1973)
- The Long Hello (Хью Бэнтон, Гай Эванс, Дэвид Джексон, Ник Поттер) (1973)
- The Silent Corner and the Empty Stage (Хэммилл) (1974)
- Nadir's Big Chance (Хэммилл) (1975)
- Psi-Fi (Seventh Wave) (1975)
- The Love Songs (Хэммилл) (1984)
- Skin (Хэммилл) (1985)
- Gentlemen Prefer Blues (Бэнтон, Эванс, Джексон) (1985)
- Everyone You Hold (Хэммилл) (1997)
- The Union Chapel Concert (Эванс, Хэммилл) (1997)
- Curly's Airships (Джадж Смит) (2000)